# 粉腿针尾雀
粉腿针尾雀（学名：Acrobatornis fonsecai）是灶鸟科粉腿针尾雀属的唯一物种。分布在巴西东南部大西洋沿岸的森林生境，是巴西特有物种，它在2000年被列为易危物种，估计种群数量在2,500至9,999只之间。